# Secretary of State of Arizona

Siegel von Arizona

Der Secretary of State von Arizona gehört zu den konstitutionellen Ämtern des Staates Arizona.
Da es die Position des Vizegouverneurs von Arizona nicht gibt, ist der Secretary der erste Stellvertreter des Gouverneurs von Arizona. Es ist die Aufgabe des Secretarys den Gouverneur zu vertreten, wenn dieser handlungsunfähig ist, oder sich außerhalb des Bundesstaates befindet. Der Secretary bewahrt das Siegel Arizonas und leistet einen Amtseid.
Zu den weiteren Aufgaben des Secretarys gehören:
- Die Verantwortlichkeit für die Arizona Advance Directive Registry, also für die offizielle staatliche Sammlung von Verfügungen, wie Patientenverfügungen, medizinische Vollmachten und psychische Gesundheitsvollmachten.

- Der Bereich Business Services Division regelt die Eintragung von Markenzeichen, Handelsbezeichnungen und das Zurückbehaltungsrecht nach dem Uniform Commercial Code. Er wacht auch über die Einhaltung von Apostillen, also zwischenstaatlichen Vereinbarungen und Bekanntmachungen und reguliert Notary publics, Arbeitsvermittler, Spielervermittler, die Rechte abwesender Landbesitzer, des Telefonverkaufs und von Hilfsorganisationen. Zudem ist er verantwortlich für die Gründung von Personengesellschaften. Die Verantwortlichkeit für Körperschaften hingegen hat die Arizona Corporation Commission.

- Die Elections Division ist verantwortlich für die Durchführung aller Wahlen im Bundesstaat, und die Bekanntmachung ihrer Ergebnisse. Diese Abteilung regelt auch Lobbyarbeit und die Parteienfinanzierung.

- Die Public Services Division ist verantwortlich für die Einreichung von Gesetzentwürfen der Arizona State Legislature, die Registrierung und Veröffentlichung administrativer Verordnungen, und veröffentlicht das Arizona Blue Book, einen Leitfaden für die Regierung von Arizona.

## Liste der Secretary of State of Arizona
| Amtszeit  | Secretary of State    | Bild | Partei         |
| --------- | --------------------- | ---- | -------------- |
| 1912–1919 | Sidney Preston Osborn |      | Demokrat       |
| 1819–1921 | Mit Simms             |      | Demokrat       |
| 1921–1923 | Ernest R. Hall        |      | Demokrat       |
| 1923–1929 | James H. Kerby        |      | Demokrat       |
| 1929      | John C. Callaghan     |      | Demokrat       |
| 1929–1931 | Ike Fraizer           |      | Demokrat       |
| 1931–1933 | Scott White           |      | Demokrat       |
| 1933–1939 | James H. Kerby        |      | Demokrat       |
| 1939–1942 | Harry M. Moore        |      | Demokrat       |
| 1942–1948 | Dan Edward Garvey     |      | Demokrat       |
| 1948–1949 | Curtis M. Williams    |      | Demokrat       |
| 1949–1977 | Wesley Bolin          |      | Demokrat       |
| 1977–1988 | Rose Mofford          |      | Demokratin     |
| 1988–1991 | James Shumway         |      | Demokrat       |
| 1991–1995 | Richard D. Mahoney    |      | Demokrat       |
| 1995–1997 | Jane Dee Hull         |      | Republikanerin |
| 1997–2003 | Betsey Bayless        |      | Republikanerin |
| 2003–2009 | Jan Brewer            |      | Republikanerin |
| 2009–2015 | Ken Bennett           |      | Republikaner   |
| 2015–2019 | Michele Reagan        |      | Republikanerin |
| seit 2019 | Kathleen M. Hobbs     |      | Demokratin     |
| seit 2023 | Adrian Fontes         |      | Demokrat       |